# Ángel Martín Gómez
Ángel Martín Gómez   (Barcelona, 5 d'octubre de 1977) és un humorista, guionista, monologuista, actor i presentador de televisió català.

## Trajectòria

### Començament
Va rebre classes particulars de piano i posteriorment treballà amb son pare i un amic d'aquest en un grup musical en balls per a la tercera edat. Amb el que guanyava començà a pagar-se la seva carrera d'interpretació en una acadèmia interpretativa de la capital catalana on, com ell mateix ha confessat, la majoria de papers que havia de fer eren de tipus obscur i misteriós.

### Televisió
Els productors de Paramount Comedy organitzaren en el centre un càsting per a trobar nous talents en el camp del monòleg i Ángel es presentà amb un llençol tirat a sobre, interpretant un monòleg escrit per ell mateix sobre el "rotllo" que suposa ser un fantasma. Gràcies a la seva ocurrència superà la prova i passà a formar part del talentós grup de còmics de Paramount Comedy, factoria que li atorgà la fama, on realitzà nombrosos monòlegs. Alguns d'allò més aclamats són Psicofonies i espiritisme i Contes infantils.
Ángel també ha participat en diferents programes televisius com Noche sin tregua, presentat pel seu gran amic Dani Mateo, o La noche de Fuentes y Cía, (on va tenir un curt espai en un paper que recorda al que després desenvoluparia a Sé lo que hicisteis..., el d'un tipus crític i "pasota"). Així mateix ha estat guionista de la sèrie d'èxit Siete vidas durant una de les últimes temporades.
Va co-presentar fins al 2011 amb Patricia Conde un programa diari a La Sexta d'aproximadament dues hores, Sé lo que hicisteis..., en el qual critica, amb humor i ironia, els programes de televisió espanyols basats en el xafardeig i la premsa del cor.
L'èxit aconseguit per aquest últim programa va motivar que La Sexta li confiés, juntament a la seva companya Patricia Conde, la presentació d'alguns programes especials com la gala d'entrega dels Premis TP d'Or 2006 o les campanades de la nit de cap d'any de 2006 i les de 2007.

### Cine
Fou el protagonista del curtmetratge Pernambuco l'any 2006, rodat a Ogíjares (Granada) juntament amb Carmen Alcayde. El curtmetratge fou dirigit per Albert Ponte. Ángel donava vida a Carles, un noi que casualment coneix a una jove (Carmen Alcayde), veïna de la seva localitat però que per qüestions del destí mai havia sabut res d'ella.
El 27 de novembre de 2007 se celebrà la premier de Marta Molina, el seu segon curt com a
protagonista, dirigit per Javier Ocaña i basat en una història d'aquest director. Ángel, posat en la pell de Jorge, ens transmet la història d'un fotògraf disposat a tornar-li la memòria al seu amor de la infància, Marta (paper interpretat per Laura Sànchez) per mitjà d'un curtmetratge.

### Teatre
Tot i no ser un desconegut per als escenaris pel seu treball com a monologuista, al febrer del 2008 s'estrena oficialment com a actor a les taules amb l'obra "¡Qué viene Richi!", acompanyat de diferents actors com Secun de la Rosa, Virgínia Rodríguez i Jorge Calvo. Està produïda per Globomedia, mateixa productora de Sé lo que hicisteis..., i dirigida per Carmen Losa. En ella interpreta a Guillermo, un jove que creu que té la vida solucionada i que al seu aniversari rep una visita que ho capgirarà tot. El 2011, juntament amb Ricardo Castella comença a Madrid el musical Nunca es tarde para hacer tus sueños realidad, que parla sobre la seva marxa del programa SLQH entre d'altres.

## Premis
En setembre de 2007 rep el premi Hombre del año en la secció de comunicació, atorgat per la revista Men's Health, i unes semanes després el premi "Cómico del año" en el Jaja Festival, de Saragossa, de mà dels seus companys Miki Nadal i Pepe Macías.
També rep el premi com millor presentador de programes d'entreteniment en els Premis ATV 2007 junt a Patricia Conde Galindo.
Rep el premi com millor presentador en els Premis TP d'Or 2007.
Rep el premi zapping 2007 com millor presentador.